# Karbala (provins)

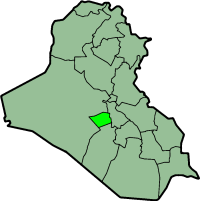
Lägeskarta.

Karbala (arabiska: كربلاء, Karbalā’) är en av Iraks 18 provinser, belägen cirka 100 kilometer sydväst om Bagdad. Provinsen hade 1 013 254 invånare 2009, på en yta av 5 034 km². Den administrativa huvudorten är staden Karbala.

## Administrativ indelning
Provinsen är indelad i tre distrikt:
- Ain al-Tamur, al-Hindiyya, Karbala